# نيل ستام
نيل ستام (بالإنجليزية: Neil Stam)‏ هو لاعب كرة قدم أمريكي في مركز الدفاع، ولد في 7 يناير 1942 في هاكينساك في الولايات المتحدة.

## وصلات خارجية
- نيل ستام على موقع الاتحاد الدولي (مؤرشف)  (الإنجليزية)
- نيل ستام على موقع أوليمبيديا (الإنجليزية)